# マルティン・コーラー
マルティン・コーラー（Martin Kohler、1985年7月17日 - ）は、スイス、ヴァレンシュタット出身の自転車競技（ロードレース）選手。

## 来歴
2007年
- ツール・ド・ラヴニール
  - 総合47位
  - 区間1勝
- 世界選手権自転車競技大会
  - ロードレースU23 58位
  - 個人タイムトライアルU23 25位

2008年、BMC・レーシングチームと契約。
- ツアー・オブ・カタール 総合47位
- クリテリウム・アンテルナシオナル 総合63位
- グランプリ・ピノ・チェラミ 54位
- ロンド・ファン・ドレンテ 31位
- ツール・ド・ロマンディ 総合77位

2011年
- スイス選手権自転車競技大会
  - 個人タイムトライアル 優勝
  - ロードレース 3位

2012年
- ツアー・ダウンアンダー
  - リーダージャージ着用 2日間
  - 総合15位
- スイス選手権自転車競技大会
  - ロードレース 優勝
  - 個人タイムトライアル 4位

2013年
- スイス選手権自転車競技大会
  - ロードレース 3位

## グランツールでの成績

### ジロ・デ・イタリア
- 2010 : リタイア(第1ステージ)
- 2011 : リタイア(第12ステージ)

### ブエルタ・ア・エスパーニャ
- 2011 : 総合111位

## 世界選手権での成績

### ロードレース
- 2007 : 58位(U23)
- 2010 : リタイア
- 2011 : 87位

### 個人タイムトライアル
- 2007 : 25位(U23)
- 2011 : 40位